# Cinquième Docteur
 (août 2018).
- Si vous ne connaissez pas le sujet, laissez ce bandeau (vous pouvez alors contacter les auteurs).
- Si vous supprimez le contenu mis en cause (vous pouvez préalablement contacter les auteurs),

argumentez précisément cette suppression dans la page de discussion
(un manque de référence n'est pas un argument ; une recherche réelle de référence doit avoir été effectuée, être formellement documentée).
 (février 2015).
Si vous disposez d'ouvrages ou d'articles de référence ou si vous connaissez des sites web de qualité traitant du thème abordé ici, merci de compléter l'article en donnant les références utiles à sa vérifiabilité et en les liant à la section « Notes et références ».
Le Cinquième Docteur est la cinquième incarnation du Docteur, le protagoniste de la série Doctor Who. Il est incarné par Peter Davison.
Davison dépeint la cinquième incarnation, un pacifiste acharné avec un côté vulnérable et une tendance à l'indécision, habillé comme un joueur de cricket de jeune garçon Edwardien.

## Histoire du personnage dans la série

### Saison 19 (1982)
La régénération du quatrième Docteur vers le cinquième a été difficile, et a presque échoué, vu que le Docteur a brièvement pris les personnalités de ses quatre précédentes incarnations. Après avoir récupéré dans la ville fictive de Castrovalva (en fait un piège complexe créé par son ennemi juré Le Maître), il a continué ses voyages avec Adric, Tegan Jovanka et Nyssa. Initialement, ses voyages centrés sur le voyage dans le temps de Tegan vers l'aéroport d'Heathrow pour son premier jour comme hôtesse de l'air, mais le TARDIS a manqué à plusieurs reprises cette destination et Tegan a finalement décidé de rester dans le TARDIS. Après des voyages vers le futur et le passé et avoir rencontré des méchants tels que Monarch (en) et le Mara (en), le cinquième Docteur a été confronté à une tragédie lorsque Adric meurt en essayant d'arrêter un cargo de l'espace sur le point de s'écraser sur la Terre préhistorique (Earthshock).
Après la mort d'Adric, le TARDIS est arrivé accidentellement à l'aéroport de Heathrow (Time-Flight).
Alors, le Docteur et Nysse laissent Tegan, supposant qu'elle voudrait rester (alors qu'en fait, elle ne voulait pas non plus).

### Saison 20 (1983)
Le Docteur et Nyssa ensuite travaillent ensemble pendant une durée indéterminée avant que le renégat Seigneur du Temps Omega, en essayant de revenir dans notre univers, soit temporairement lié au Docteur (Arc of Infinity). Face à cette menace, les Seigneurs du Temps ont été contraints de tenter d'exécuter le Docteur, mais il a finalement suivi Omega à Amsterdam où il l'a vaincu et a rencontré à nouveau Tegan (qui, après avoir perdu son emploi, a rejoint l'équipage du TARDIS).
Lorsque le Docteur a rencontré un nouveau compagnon, un garçon alien sur Terre nommé Vislor Turlough, il ne savait pas que ce dernier était au service du Gardien Noir et avait reçu l'ordre de le tuer. Peu de temps après, Nyssa le laisse pour aider à guérir la maladie de Lazar sur la station spatiale Terminus. Après avoir rencontré des entités appartenant à l'espèce dite des Éternels, et course dans les vaisseaux spatiaux ressemblant à des yachts spatiaux pour le prix de « l'Illumination », Turlough s'est libéré de l'influence du Gardien Noir, et a continué à voyager avec le Docteur et Tegan. Après un atterrissage pendant le règne du roi John, l'équipage a rencontré à nouveau le Maître, qui se faisait passer pour le roi à l'aide d'un robot métamorphe Kamelion. Cependant, le Docteur a aidé Kamelion de retrouver son libre arbitre et le robot se joint à lui dans ses voyages (même s'il quittait rarement le TARDIS). Le Docteur a rencontré trois de ses incarnations précédentes quand ils ont été convoqués à la zone de la mort sur Gallifrey par le président Borusa, qui tentait de gagner le secret de l'immortalité de Rassilon.

### Dimensions in Time (1993)
L'épisode Dimensions in Time, célébrant le 30e anniversaire de la série. Malgré le fait que le caractère canonique de l'épisode soit remis en question, on peut y voir les Troisième, Quatrième, Cinquième, Sixième et Septième Docteurs affronter la Rani avec leurs compagnons. La Rani a piégé les Docteurs et leurs compagnons dans une boucle temporelle de 20 ans dans le quartier fictif d'Albert Square (de la série EastEnders), les forçant à changer constamment d'apparence et d'époque. Le Cinquième Docteur se retrouve donc aux côtés de Nyssa et Peri Brown.

### Time Crash (2007)
Dans ce mini-épisode nommé Time Crash, ayant lieu entre les événements du Dernier Seigneur du Temps et d'Une Croisière autour de la Terre (2007), les TARDIS des Cinquième et Dixième Docteurs se mélangent, et les deux incarnations du Seigneur du Temps se retrouvent ensemble dans le même TARDIS. Le Dixième Docteur, incarné par David Tennant, semble extrêmement heureux de retrouver son ancienne incarnation, alors que le Cinquième Docteur n'a aucune idée de qui ce « jeune » homme en face de lui est. Ils finissent par séparer les deux TARDIS en unissant leurs efforts, et chaque Docteur retourne dans sa zone temporelle.

### The Power of the Doctor (Spécial centenaire BBC 2022)
Le Cinquième Docteur réapparaît dans Le Pouvoir du Docteur (2022), en y faisant une apparition à l'occasion du centenaire de la BBC et du dernier épisode du Treizième interprétée par Jodie Whittaker. Lors de cet épisode, le Cinquième Docteur ainsi que le Premier, le Sixième, le Septième et le Huitième Docteur apparaissent sous forme de manifestations mentales de la conscience du Docteur et aident ensemble le treizième Docteur à récupérer son corps en annulant la régénération forcée par le Maître. Il apparaît aussi en hologramme et a une discussion avec sa compagne Tegan Jovanka.

### Tales of the TARDIS (2023)
Lors de l'épisode Earthshock de ce spin off de Doctor Who, le cinquième Docteur et Tegan se retrouvent et se souviennent de leur terrifiante aventure contre les Cybermen pour sauver la Terre… et de l'ami qu'ils ont perdu en chemin. 

## Casting et réception

### Casting

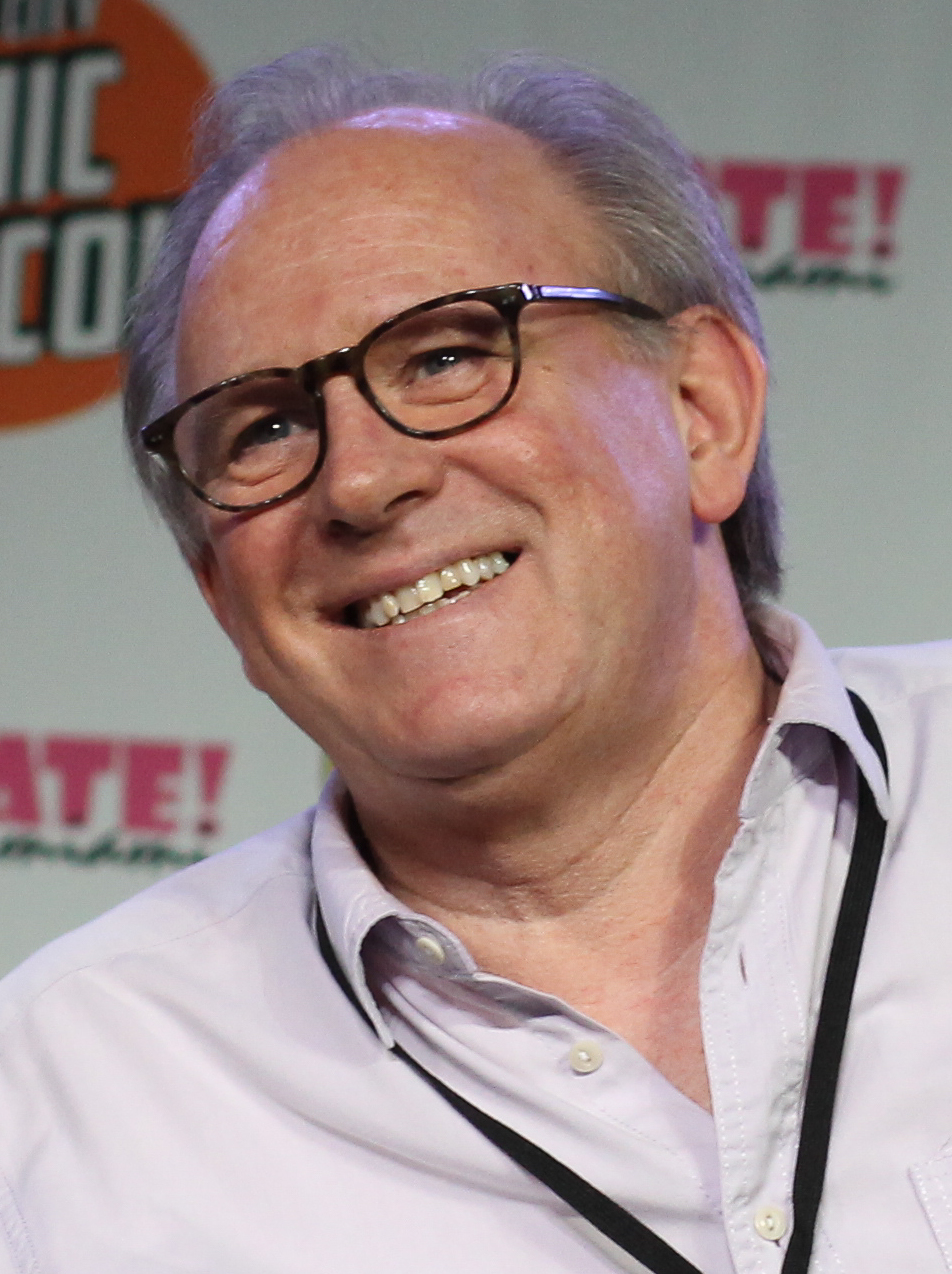
Peter Davison, l'interprète du cinquième Docteur, en 2016.

Après que Tom Baker, le quatrième Docteur, ait annoncé qu'il quittait le rôle, les producteurs de l'émission ont décidé que le prochain Docteur devait être joué par quelqu'un qui a un physique différent de celui de Baker et par un acteur qui était déjà fermement ancré dans l'esprit des britanniques. Peter Davison a été choisi en raison de son rôle, acclamé par la critique comme Tristan A. Farnon (en) dans la série de la BBC, All Creatures Great and Small (en), qui avait aussi le producteur de Doctor Who, John Nathan-Turner, comme producteur. L'ère du Cinquième Docteur a été marquée par un "retour aux sources". L'attitude, dans lequel humour « stupide » (et, dans une mesure, terrifiant) a été maintenu à son minimum, et des précisions plus scientifique ont été encouragées par le producteur, John Nathan- Turner. C'était, à certains moments, une série plus sombre, surtout à cause de la mort d'un de ses compagnons, Adric. Il a également été marquée par la réintroduction d'un grand nombre des ennemis du Seigneur du Temps, comme le Maître, les Cybermen, Omega (un père fondateur de Gallifrey), les Gardiens noir et blanc, et les Silurians (en).

## Apparence et personnalité

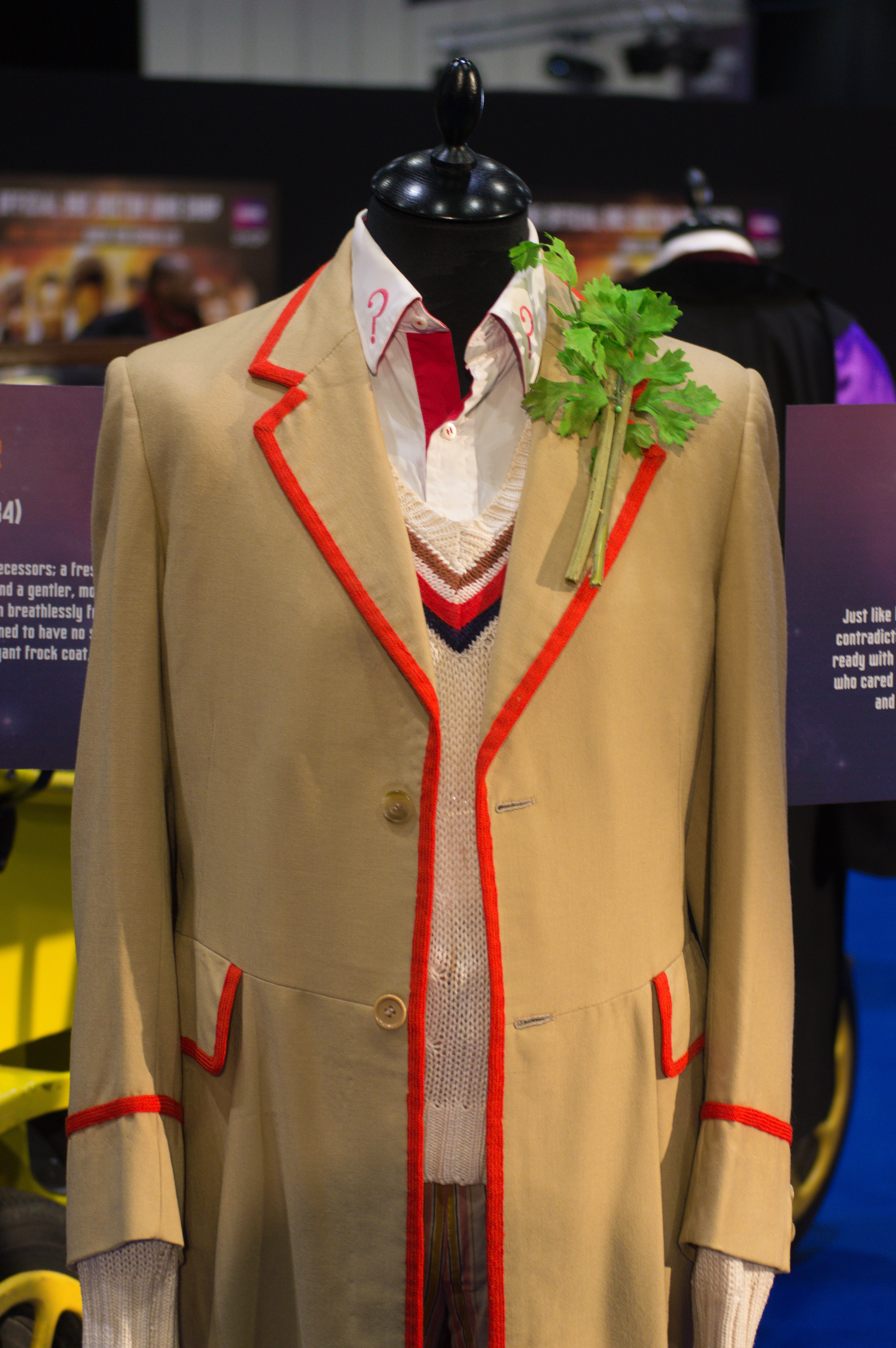
Costume du Cinquième Docteur.

### Apparence
Le Cinquième Docteur est blond aux yeux marron,aux traits fins et relativement jeune. Ses trente ans d’apparence en fait le premier Docteur qui ne ressemble pas à un vieux savant. Il porte un costume clair assorti d'une branche de céleri.

### Personnalité
« Ce » Docteur est remarquable par sa réserve, son sourire niais et charmant et ses attitudes de jeune homme. Avec Adric, il redécouvre l'art de la prestidigitation alors que certaines de ses précédentes incarnations le maîtrisaient parfaitement. Sa régénération est particulièrement difficile et il se place lui-même en état de sommeil dans le premier épisode.